# Ensenada (partido)
Ensenada (Partido de Ensenada) is een partido in de Argentijnse provincie Buenos Aires. Het bestuurlijke gebied telt 51.322 inwoners. Tussen 1991 en 2001 steeg het inwoneraantal met 6,66 %.

## Plaatsen in partido Ensenada
- Dique Nº 1
- Ensenada
- Isla Santiago
- Punta Lara
- Villa Catella